# Ciumațki Șleah, Novotroiițke
Ciumațki Șleah (în ucraineană Чумацький Шлях) este localitatea de reședință a comunei Volodîmîro-Illinka din raionul Novotroiițke, regiunea Herson, Ucraina.

## Demografie
Componența lingvistică a localității Ciumațki Șleah
     Ucraineană (94,92%)
     Rusă (4,97%)
     Alte limbi (0,12%)
Conform recensământului din 2001, majoritatea populației localității Ciumațki Șleah era vorbitoare de ucraineană (94,92%), existând în minoritate și vorbitori de rusă (4,97%).